# Family Tree Builder
Family Tree Builder («построитель генеалогического дерева») — бесплатная программа с возможностью приобретения платных премиум-аккаунтов, расширяющих возможности пользователей. Программа разработана израильской компанией MyHeritage.

## Особенности программы
- Обязательная регистрация на сайте (без регистрации программа не запустится);
- Присвоение имени проекта допускается только на английском языке, хотя программа примет наименование и на русском, не сообщив об ошибке, но при создании проекта (вводе первых персон), он автоматически создастся на сайте MyHeritage, но произойдет ошибка создания (сохранения) локального проекта и при всех последующих попытках его создания, будет автоматом присваивать имя проекту, присвоенное в первый раз, что будет приводить к ошибкам при всех последующих попытках создания локальной базы);
- Всплывающие подсказки, как на сайтах Веб 2.0;
- Масштабирование дерева с помощью ползунка;
- Возможность добавления по каждой персоне: общих анкетных данных, внешних данных, ссылок, контактной информации, фактов биографии; добавление фотографий, видеоматериалов, аудиофайлов и документов;
- Печать отчёта в виде «деревьев» с отбором выводимых данных, выбор одного из порядка тридцати стилей;
- Расширенный поиск людей не только по части имени и других данных, но и по наличию фотографии (сайт включает веб-сервис распознавания лица Face Recognition, позволяющий анализировать и идентифицировать фотографию, а также подбирать похожие лица из базы данных, например, кинозвёзд, спортсменов и представителей шоу-бизнеса);
- Виртуальная клавиатура с разными скинами;
- Размещение созданного генеалогического проекта на сайте (семейная страница имеет вид: yourname.myheritage.com), генеалогическая ветвь пользователя может проявиться в общемировом генеалогическом дереве (число зарегистрированных пользователей превышает 10 млн);
- Веб-поиск живых и умерших предков, родственников через MyHeritage Research (используются более чем 1150 генеалогических баз по всему миру)
- Экспорт-импорт данных в общепринятый формат генеалогических программ GEDCOM.
- Функционал Smart Matches осуществляет мониторинг совпадений людей вашего дерева с людьми из других деревьев системы. Совпадения отображаются при критической схожести информации и измеряется в процентах.